# Antiflogistikum

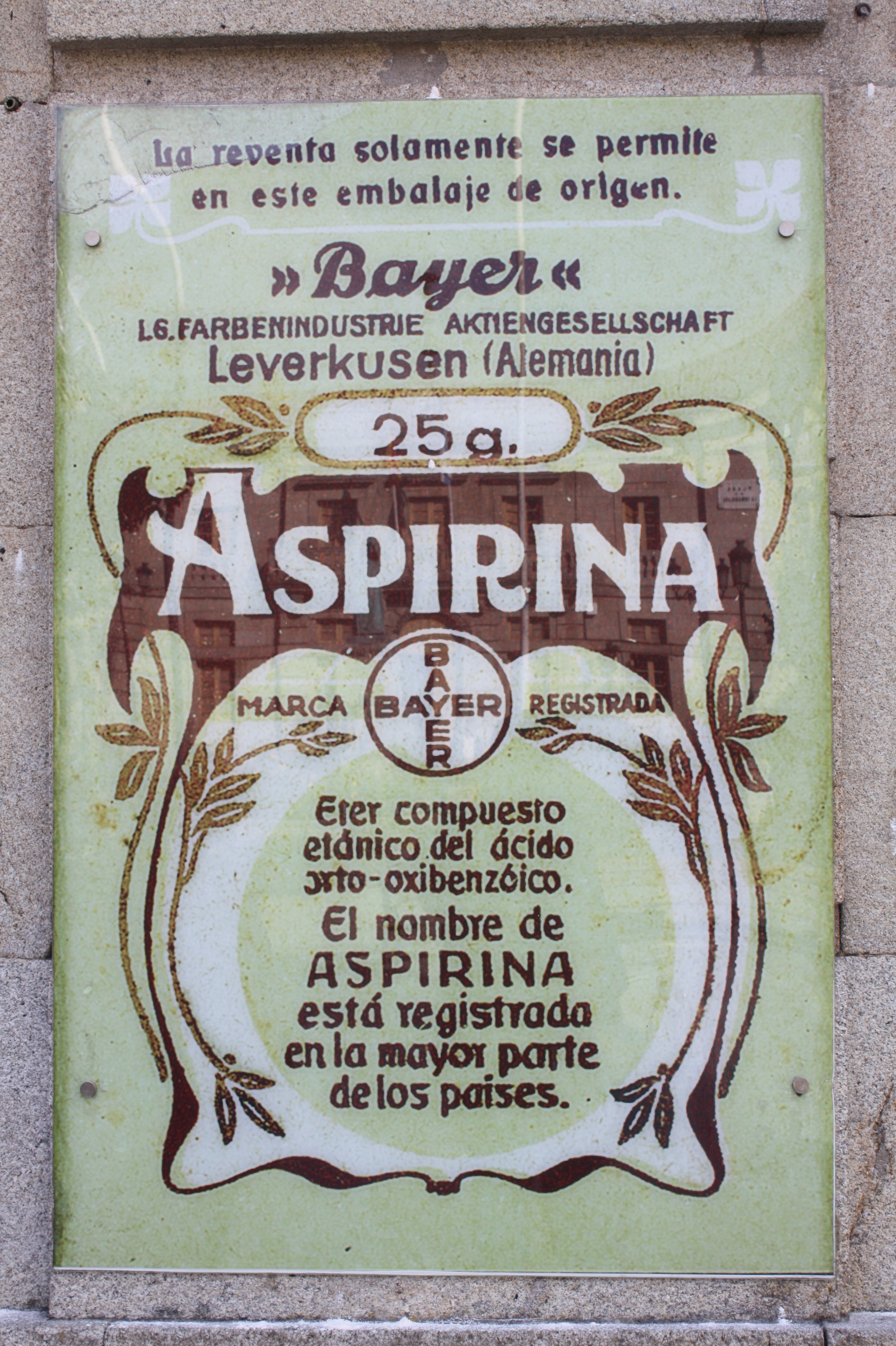
Reklama na Aspirin ze Španělska ze začátku 20. století

Jako antiflogistika se označují látky (léky) s protizánětlivým účinkem.
Nejběžnějšími zástupci této skupiny léků jsou aspirin, ibuprofen a naproxen, jež jsou volně prodejné, bez potřeby předpisu. Tyto léky spadají do skupiny tzv. nestereoidnich antiflogistik (NSA).